# Антипин, Никита
Никита Антипин (Антипьев) — русский московский иконописец, кормовой Московской Оружейной палаты, исполнил стенопись в Саввином монастыре в 1668 году.

## Биография
Русский иконописец из Напрудной слободы в Москве. Первое время работал под руководством Симона Ушакова. В 1667 году он расписывал утварь для дворцового хозяйства (в русских источниках названные «колымага» и «доски под сахарные коврижки»). Известны и другие его работы второй половины 1600-х годов: фрески дворцовой церкви Спаса Нерукотворного, иконы для Покровского собора и роспись церкви преподобного Иоасафа царевича в Измайлове. В 1684 году он выполнил роспись решеток на окнах в Смоленском соборе Новодевичьего монастыря. В 1685—1686 годах участвовал в стенном живописном письме в новопостроенных хоромах царицы Натальи Кирилловны и царевен в Москве как иконописец.
Жил в Огородной слободе. Точные даты рождения и смерти неизвестны.